# Spiophanes modestus
Spiophanes modestus är en ringmaskart som beskrevs av Meissner och Anne D. Hutchings 2003. Spiophanes modestus ingår i släktet Spiophanes och familjen Spionidae.
Artens utbredningsområde är havet kring Nya Zeeland. Inga underarter finns listade i Catalogue of Life.